# HD 214122
HD 214122，又名CD-3217161，SAO 213948、HR 8601，是一颗恒星，视星等为5.82，位于銀經15.94，銀緯-60.4，其B1900.0坐标为赤經22h 30m 57.7s，赤緯-32° -60.4′ 50″。